# Suzana Albornoz
Suzana Albornoz (Santana do Livramento, 21 de março de 1939) é uma escritora e educadora, professora de sociologia e filosofia, ligada à luta pela democracia no Brasil, pela educação libertadora, pelo movimento de afirmação das mulheres, pelo reconhecimento do Partido dos Trabalhadores (PT). Seu romance Maria Wilker recebeu o Prêmio Cruz e Sousa Nacional de Romance de 1982.

## Biografia, carreira e publicações
Suzana Albornoz viveu infância e juventude em Santana do Livramento, na fronteira com Rivera no Uruguai, onde se formou como professora primária na Escola Normal do Colégio Santa Teresa de Jesus em 1956, e em 1960 transferiu-se para Porto Alegre, onde hoje reside. Licenciou-se em Ciências Sociais na Pontifícia Universidade Católica do Rio Grande do Sul em 1964, após o qual, com interesses de estudo e trabalho, mas também pela situação política no Brasil, entre 1965 e 1974, viveu por alguns anos na Alemanha com o marido, o professor Ernildo Stein, e as filhas então crianças - Sofia Inês, Moira Beatriz e Marília Raquel.  
No final dos anos 60, dirigiu a escola pré-primária Recanto Infantil Francisco de Assis, em Porto Alegre, influenciada pela escola de Summerhill, de Alexander Sutherland Neill. Dessa experiência resultou o livro Educação: reflexões e prática (1969) e, mais tarde, Por uma educação libertadora (Vozes,1976), ensaio que recebeu várias reedições. Publicou também poemas e ficção, incluindo o romance Maria Wilker (FCC), agraciado com o Prêmio Cruz e Sousa Nacional de Romance de 1982. É de 1986 a primeira edição de O que é trabalho(Brasiliense), da coleção Primeiros Passos, seu escrito mais conhecido. Mais recentemente, publicou o e-book Política e vocação brasileira – leituras transdisciplinares (Editora Fi, 2017), onde reflete sobre a história atual da democracia no Brasil. Seus temas como conferencista e debatedora incluem questões éticas, a educação, o feminismo, a filosofia da utopia de Ernst Bloch, a violência, a política, os direitos humanos, e a realidade brasileira. 

### Carreira acadêmica
Tornou-se mestre em filosofia pela Universidade Federal do Rio Grande do Sul em 1984, no curso de mestrado que então iniciava naquela Universidade. Voltou a morar na Europa entre 1986 e 1990, para estudos doutorais na École des Hautes Études em Sciences Sociales em Paris, e concluiu o doutorado em filosofia em 1997, na Universidade Federal de Minas Gerais. Na volta da França, lecionou na Universidade Federal de Rio Grande, como professora de filosofia no Departamento de Educação e Ciências do Comportamento, e, já nos anos 2000, retornou à Universidade de Santa Cruz do Sul, onde serviu ao Departamento de Ciências Humanas e ao Programa de Pós-Graduação em Educação. Seus estudos em torno do autor Ernst Bloch resultaram em artigos e livros, incluindo Ética e utopia, Ensaio sobre Ernst Bloch (Movimento/Edunisc,1985), reeditado em 2006, quando a obra principal de Ernst Bloch, O Princípio Esperança, foi traduzida para o português.

## Inserção política
No início dos anos 60, Suzana Albornoz participou do movimento estudantil brasileiro, pertencendo à Juventude Universitária Católica (JUC), entre os “católicos de esquerda” que buscavam uma pauta de reformas sociais. Trabalhou então pela reforma universitária, acompanhando o Congresso de Reforma Universitária de Salvador em 1961. Durante a ditadura militar, dedicou-se à defesa da educação libertadora. Após o movimento pela Anistia, em 1979, participou do movimento feminista em Porto Alegre, no Grupo Ação Mulher. Continuou a levar a questão da emancipação feminina aos debates que, mais tarde, produziram sugestões para a Assembleia Constituinte de 1987, referentes às mulheres e à proteção de seus direitos. A partir da fundação do Partido dos Trabalhadores, colaborou de diversas formas em núcleos do PT em Porto Alegre, no exterior e no interior do Rio Grande do Sul. Nos últimos anos tem participado de manifestações pela democracia, contra o estado de exceção, e mantem presença no debate de opiniões através das redes sociais virtuais.

## Publicações

### Ensaios
- Educação: reflexões e prática (Herder, 1969).
- Por uma educação libertadora (Vozes, 1976).
- O jogo duplo do ensino (Movimento, 1982).
- Na condição de mulher (Grupo Ação Mulher, 1985).
- Ética e utopia. Ensaio sobre Ernst Bloch (1985; 2ª ed. Edunisc/Movimento, 2006).
- O que é trabalho? - Coleção Primeiros Passos 171 (Brasiliense, 1986).
- O enigma da esperança. Ernst Bloch e as margens da história do espírito (Vozes, 1998).
- O exemplo de Antígona. Ética, educação e utopia (Movimento, 1999).
- Violência ou não-violência. Um estudo em torno de Ernst Bloch (Edunisc, 2000).
- Coletânea: A Filosofia e a Felicidade (Edunisc, 2004).
- As mulheres e a mudança nos costumes (Movimento/Edunisc, 2008).
- Trabalho e utopia na modernidade (Movimento/Nova Harmonia, 2011).
- Coletânea: Ó meus amigos, não há amigos! (Organizado com Eunice Piazza Gai, Movimento/Edunisc, 2010) - Prêmio Açorianos de Literatura na categoria Ensaio de Humanidades (Secretaria Municipal da Cultura de Porto Alegre, 2011).
- Política e vocação brasileira – leituras transdisciplinares (e-book: Editora Unisinos, 2015; 2ª ed. Editora Fi, 2017; prefácio por Marcia Tiburi).

### Traduções
- O Livro de Manuel e Camila. Diálogos sobre Moral, de Ernst Tugendhat, Ana Maria Vicuña e Celso López (Tradução com Carmen Maria Serralta, EdUFG, 2002).
- O regionalismo na literatura e o "mito do gaúcho" no extremo-sul do Brasil - Simões Lopes Neto, de Maria Luiza de Carvalho Armando (Editora Mulheres, 2014).

### Poesia e ficção
- Poemas (A Platéia, 1973).
- Salto sobre a sombra (Movimento, 1977).
- Bruxas e fantasmas (Grupo Ação Mulher, 1981).
- O caso Legiani (Movimento, 1981; 2ª ed. 2014)[7].
- Maria Wilker (FCC,1983; 2ª ed. Editora Mulheres, 2014; apresentação por Lélia Almeida)
- Contos encantados (Editora Mulheres, 2015).